# Varšavský mezinárodní filmový festival
Varšavský mezinárodní filmový festival (polsky Warszawski Międzynarodowy Festiwal Filmowy, anglicky Warsaw International Film Festival či Warsaw FilmFest) je největší filmový festival v Polsku. Festival se koná od roku 1985, v roce 2009 byl zařazen Mezinárodní federací filmových producentů (FIAPF) do nejprestižnější kategorie „A“ (nespecializované festivaly se soutěžní přehlídkou celovečerních filmů).
Festival se koná v polovině října.

## Ocenění
V současnosti jsou udělovány následující ceny
- Velká cena Varšavy (Warsaw Grand Prix) – pro nejlepší celovečerní film (dotována částkou 100 000 złotych)
- Zvláštní cena poroty
- Cena za nejlepší režii
- Cena 1-2 – cena pro nejlepší film v sekci 1-2 (první či druhé celovečerní filmy začínajících režisérů)
- Cena Volný duch (Nagroda Wolny Duch) – cena v sekci nezávislých, inovativních a rebelských filmů
- Cena pro nejlepší dokumentární film (nad 60 minut)
- Cena pro nejlepší krátkometrážní film (Short Grand Prix) – pro nejlepší film s délkou do 30 minut
- Cena pro nejlepší krátkometrážní animovaný film
- Cena pro nejlepší krátkometrážní autorský film
- Cena FIPRESCI – cena udělována Mezinárodní federací filmových kritiků
- Cena ekumenické poroty
- Cena NETPAC – cena pro nejlepší asijský film účastnící se festivalu
- Cena publika pro nejlepší celovečerní film
- Cena publika pro nejlepší dokumentární film
- Cena publika pro nejlepší krátkometrážmí film
- Cena publika pro nejlepší film pro děti